# I rummet intill
I rummet intill är Thomas Wiehes debutalbum, utgivet 1973 på Silence Records (skivnummer SRS 4614).

## Låtlista
Alla låtar är skrivna och arrangerade av Thomas Wiehe.
Sida A
1. "Dansmelodi" – 2:40
2. "Striden" – 3:35
3. "Ångestmaskin 413" – 5:41
4. "Halvdöd" – 5:20

Sida B
1. "Vargen" – 3:55
2. "Skapelsen" – 8:30
3. "Landskap" – 5:35

## Medverkande
- Channa Bankier – målning
- Jan-Erik Fjellström – gitarr, munspel, sång
- Björn Franzén – bas
- Mats Petersson – trummor
- Mia Fjellström – bakgrundssång
- Roland Gottlow – piano, orgel, tenorsaxofon
- Karl Gustav Helmerson – fiol
- Anders Lind – ljudtekniker
- Valda Molin – bakgrundssång
- Gunnar Naeslund – foto
- Kristina Nelson – bakgrundssång
- Kerstin Norman – bakgrundssång
- Mats Petterson – trummor
- Karin Schmidt – bakgrundssång
- Liv Schulman – bakgrundssång
- Thomas Wiehe – kazoo, gitarr, munspel, sång
- Madeleine Östberg – bakgrundssång
- Torunn Östberg – bakgrundssång